# Ettore Porro
Ettore Porro (Novara, 10 agosto 1874 – Genova, 9 gennaio 1947) è stato un prefetto e politico italiano.

## Biografia
Nell'amministrazione dell'interno dal 1899, è stato prefetto a Catanzaro, Messina, Trieste, prefetto e presidente della camera di commercio a Genova. Ha ricoperto posizioni dirigenziali al Ministero dell'interno. Nominato senatore a vita nel 1933, decaduto con sentenza dell'Alta Corte di Giustizia per le Sanzioni contro il Fascismo del 29 marzo 1946.